# ウォーカー・ジェンキンス
ウォーカー・ジェンキンス（Walker Jenkins, 2005年2月19日 - ）は、アメリカ合衆国ノースカロライナ州ブランズウィック郡オークアイランド出身の野球選手（外野手）。右投左打。

## 経歴
高校時代から注目を集め、卒業後はノースカロライナ大学チャペルヒル校へ進学する予定であることを発表した。
2年目の2021年にはU-18のアメリカ代表に選出された。
3年目の2022年にはノースカロライナ州のゲータレード年間最優秀選手賞を受賞した。
2023年のMLBドラフト1巡目(全体5位)でミネソタ・ツインズから指名された。

## 選手としての特徴
5ツールプレイヤーの資質を持ち、ノースカロライナ州出身の高校生としては1999年のジョシュ・ハミルトン以来、最高の逸材と評されている。